# Mesothen inconspicuata
Mesothen inconspicuata är en fjärilsart som beskrevs av William James Kaye 1911. Mesothen inconspicuata ingår i släktet Mesothen och familjen björnspinnare. Inga underarter finns listade i Catalogue of Life.